# 후안 프란시스코 토레스
후안 프란시스코 토레스 벨렌(스페인어: Juan Francisco Torres Belén ˈxwamfɾan ˈtorez βeˈlen[*]; 1985년 1월 9일, 발렌시아 지방 크레비옌트 ~)은 약칭 후안프란(Juanfran)으로 알려진 스페인의 전 축구 선수로, 현역 시절 포지션은 풀백이었다.

## 클럽 경력

### 레알 마드리드
발렌시아 지방 알리칸테 주의 크레비옌트 출신으로, 후안프란은 레알 마드리드의 유소년 아카데미를 졸업하였다. 그는 B팀에서의 활약을 바탕으로, 2004년 1월 24일에 처음으로 1군 기회를 잡아, 2-1로 승리한 비야레알과의 홈 경기에서 15분을 출전하였다. 이 시즌과 다음 시즌 동안, 그는 5번의 라 리가 경기에 더 출전하였다.
2005-06 시즌, 후안프란은 에스파뇰로 임대되었고, 카탈루냐 연고의 클럽이 간신히 강등을 면한 이 시즌에, 그는 시즌 내내 자주 출전하며, 2006년 3월 22일, 1-1로 비긴 아틀레틱 빌바오전에서 득점을 기록하였다. 그는 처음에 윙어였다.

### 오사수나
후안프란은 오사수나로 이적하였고, 이적 협약을 통해 오사수나는 이적료 지불 없이 €10M의 가격에 할부로 선수를 확보하였으며, 추가로 2007년 1월에 마드리드가 재영입을 할 수 있다는 점을 고려하여 시즌 종료 후 발효될 수 있는 바이아웃 옵션이 추가되었다. 2006년 9월 24일, 그는 2-0으로 이긴 셀타 비고전에서 나바라 연고의 클럽 데뷔전을 치르었고, 이 경기에서 팀의 두 번째 득점을 기록하였으며; 그는 팀의 UEFA컵 준결승행 과정에 9경기를 출전하여 1번 득점하였다.
2008-09 시즌, 후안프란은 또다시 오사수나의 부동 선발 선수였다. 2009년 5월 31일, 시즌 마지막 경기에서, 그는 친정팀 레알 마드리드를 상대로 27미터 득점을 성공시키며 2-1 홈경기 승리에 결정적인 요인을 제기하였고, 팀은 1부 리그에 한 시즌 더 잔류하였으며; 다음 시즌에 오사수나는 리그에서 더 우수한 성적인 12위를 거두었고, 그는 데뷔 이래 최다인 4골을 득점하였다.

### 아틀레티코
2011년 1월 11일, 후안프란은 €4M의 이적료에 2015년까지 유효한 아틀레티코 마드리드와의 계약을 체결하였다. 그는 매트릭스 제작자들 (Colchoneros)의 일원으로 이틀 후에, 1-3으로 패한 그의 첫 프로 클럽인 레알 마드리드와의 2010-11 시즌 코파 델 레이 경기에서 선발로 데뷔하였다.
2011년 5월 21일, 후안프란은 시즌 마지막 경기인 마요르카전에서 아틀레티코 이적 후로는 첫 골을 득점하였고, 2주 전에 별세한 그의 아버지를 추모하였다. 2011-12 시즌, 그는 그레고리오 만사노와 그의 후임인 디에고 시메오네 감독 하에 주전 라이트 백으로 기용되었다. 빌바오에게 3-0 승리를 거둔 이 시즌의 유로파리그 결승전에서, 그는 라이트 백으로 활약하였고; 그는 경기 후, 승리를 아버지께 바쳤는데, (UEFA.com에 의하면) "제 어린 아들 올리버가 저와 함께 여기 있습니다; 그가 아는 유이한 단어는 '엄마'와 '아틀레티'이며, 저는 이 우승을 제 가족과 작년에 돌아가신 제 아버지께 바칩니다. 저는 저기서 아버지께서 지금 내려다보시며 축하해 주실 것이라고 생각합니다."

## 국가대표팀 경력
후안프란은 스페인 U-19 국가대표팀 일원으로 특출한 활약을 펼치며 UEFA U-19 축구 선수권 대회를 우승하였고, MVP로 선정되었다. 그는 FIFA U-20 월드컵을 두 차례 출전한 진귀한 기록을 세웠는데, 처음 출전한 아랍에미리트 대회에서는 준우승을 거두었고; 2년 뒤에 열린 2005년 대회에서는 8강까지 진출하였으나, 이 대회 우승팀인 아르헨티나에 패해 탈락하였다.
2012년 5월 26일, 그는 장크트갈렌에서 열린 세르비아와의 친선경기에서 라이트 백으로 풀타임을 소화하며 성인 국가대표팀 신고식을 치르었고, 팀은 2-0으로 이겼다. 그는 비센테 델 보스케에 의해 폴란드와 우크라이나에서 열리는 UEFA 유로 2012의 엔트리에 발탁되었으나, 한 경기도 출전하지 못하였다.
2013년 11월 16일, 후안프란은 2-1로 이긴 적도 기니와의 친선경기에서 풀 타임을 소화하였고, 국제 경기 첫 득점에 성공하였다.
| 연도 | 출전 | 득점 |
| ---- | ---- | ---- |
| 2012 | 5    | 0    |
| 2013 | 2    | 1    |
| 2014 | 5    | 0    |
| 2015 | 4    | 0    |
| 2016 | 6    | 0    |
| 합계 | 22   | 1    |

### 국가대표팀 득점 기록
| 1.                    | 2013년 11월 16일 | 누에보 에스타디오, 말라보, 적도 기니 | 적도 기니 | 2–1 | 2–1 | 친선경기 |
| 2013년 11월 18일 기준 |                  |                                      |           |     |     |          |

## 출전 통계
| Club            | Season       | League       | League | League | Cups | Cups  | Continental | Continental | Total | Total |
| Club            | Season       | Division     | Apps   | Goals  | Apps | Goals | Apps        | Goals       | Apps  | Goals |
| --------------- | ------------ | ------------ | ------ | ------ | ---- | ----- | ----------- | ----------- | ----- | ----- |
| Real Madrid     | 2003–04      | La Liga      | 5      | 0      | 3    | 0     | 0           | 0           | 8     | 0     |
| Real Madrid     | 2004–05      | La Liga      | 1      | 0      | 2    | 0     | 0           | 0           | 3     | 0     |
| Real Madrid     | Total        | Total        | 6      | 0      | 5    | 0     | 0           | 0           | 11    | 0     |
| Espanyol        | 2005–06      | La Liga      | 30     | 1      | 6    | 0     | 0           | 0           | 36    | 1     |
| Osasuna         | 2006–07      | La Liga      | 28     | 2      | 4    | 0     | 0           | 0           | 32    | 2     |
| Osasuna         | 2007–08      | La Liga      | 34     | 3      | 2    | 0     | 0           | 0           | 36    | 3     |
| Osasuna         | 2008–09      | La Liga      | 35     | 2      | 1    | 0     | 0           | 0           | 36    | 2     |
| Osasuna         | 2009–10      | La Liga      | 33     | 4      | 3    | 0     | 0           | 0           | 36    | 4     |
| Osasuna         | 2010–11      | La Liga      | 18     | 1      | 0    | 0     | 0           | 0           | 18    | 1     |
| Osasuna         | Total        | Total        | 148    | 12     | 10   | 0     | 0           | 0           | 158   | 12    |
| Atlético Madrid | 2010–11      | La Liga      | 15     | 1      | 2    | 0     | 0           | 0           | 17    | 1     |
| Atlético Madrid | 2011–12      | La Liga      | 26     | 0      | 2    | 0     | 16          | 1           | 44    | 1     |
| Atlético Madrid | 2012–13      | La Liga      | 35     | 1      | 6    | 0     | 4           | 0           | 45    | 1     |
| Atlético Madrid | 2013–14      | La Liga      | 35     | 0      | 8    | 0     | 12          | 0           | 55    | 0     |
| Atlético Madrid | 2014–15      | La Liga      | 35     | 0      | 5    | 0     | 10          | 0           | 50    | 0     |
| Atlético Madrid | 2015–16      | La Liga      | 35     | 1      | 1    | 0     | 12          | 0           | 48    | 1     |
| Atlético Madrid | 2016–17      | La Liga      | 23     | 0      | 7    | 2     | 6           | 0           | 36    | 2     |
| Atlético Madrid | 2017–18      | La Liga      | 17     | 0      | 3    | 0     | 10          | 0           | 30    | 0     |
| Atlético Madrid | 2018–19      | La Liga      | 22     | 0      | 2    | 0     | 6           | 0           | 30    | 0     |
| Atlético Madrid | Total        | Total        | 243    | 3      | 36   | 2     | 76          | 1           | 355   | 6     |
| São Paulo       | 2019         | Série A      | 17     | 0      | 0    | 0     | 0           | 0           | 17    | 0     |
| São Paulo       | 2020         | Série A      | 23     | 0      | 4    | 0     | 2           | 0           | 29    | 0     |
| São Paulo       | Total        | Total        | 40     | 0      | 4    | 0     | 2           | 0           | 46    | 0     |
| Career total    | Career total | Career total | 448    | 16     | 57   | 2     | 77          | 1           | 581   | 19    |

## 수상

#### RCD 에스파뇰
- 국왕컵 : 2005–06

#### 아틀레티코 마드리드
- 라리가 : 2013–14
- 국왕컵 : 2012–13
- 수페르코파 데 에스파냐 : 2014
- UEFA 유로파리그 : 2011–12, 2017–18
- UEFA 슈퍼컵 : 2012, 2018
- UEFA 챔피언스리그 : 준우승 (2013–14, 2015–16)

#### 스페인
- FIFA U-20 월드컵 : 준우승 (2003)
- UEFA U-19 유로 : 2004
- UEFA 유로 : 2012

### 개인
- 라리가 올해의 팀[20] : 2013–14
- UEFA 라리가 올해의 팀 : 2015–16
- UEFA 챔피언스리그 시즌의 스쿼드[21] : 2015–16